# OVNI(s)
OVNI(s) est une série télévisée française créée par Clémence Dargent et Martin Douaire et réalisée par Antony Cordier. La première saison a été diffusée du 11 janvier au 1er février 2021 sur Canal+. La diffusion de la deuxième saison a lieu du 21 février au 14 mars 2022 sur Canal+.

## Synopsis
Didier Mathure a bien des problèmes en cette fin des années 1970. La fusée Cristal dont il est responsable vient d'exploser en vol, sans raison connue. Mis à l'écart du Centre national d'études spatiales (CNES), il prend, contre son gré, la responsabilité du Groupe d'études des phénomènes aérospatiaux non identifiés (Gepan), organisme chargé de l'étude du « phénomène OVNI ». Il apprend à connaître ses trois nouveaux collègues atypiques, tous très éloignés de sa rigueur scientifique. Ingénieur de haut niveau, cartésien, il va aller de déconvenue en déconvenue face aux multiples signalements d'ovnis parfois déconcertants ou irrationnels. Et ce ne sont pas le directeur du CNES ou son ex-femme qui vont l'aider dans sa tâche.

## Distribution

### Personnages principaux
- Melvil Poupaud[2] : Didier Mathure, scientifique et terre-à-terre.
- Michel Vuillermoz : Marcel Bénes, enquêteur au Gepan.
- Géraldine Pailhas : Élise Conti, ingénieure, ex-femme de Didier et directrice du CNES.
- Quentin Dolmaire : Rémy Bidaut, informaticien statisticien du Gepan.
- Daphné Patakia : Véra Clouseau, standardiste se prétendant experte-psychologue.
- Nicole Garcia : le commandant Valérie Delbrosse, à la direction de la sécurité militaire.
- Alice Taglioni : Claire Carmignac, chargée en communication gouvernementale (saison 2).

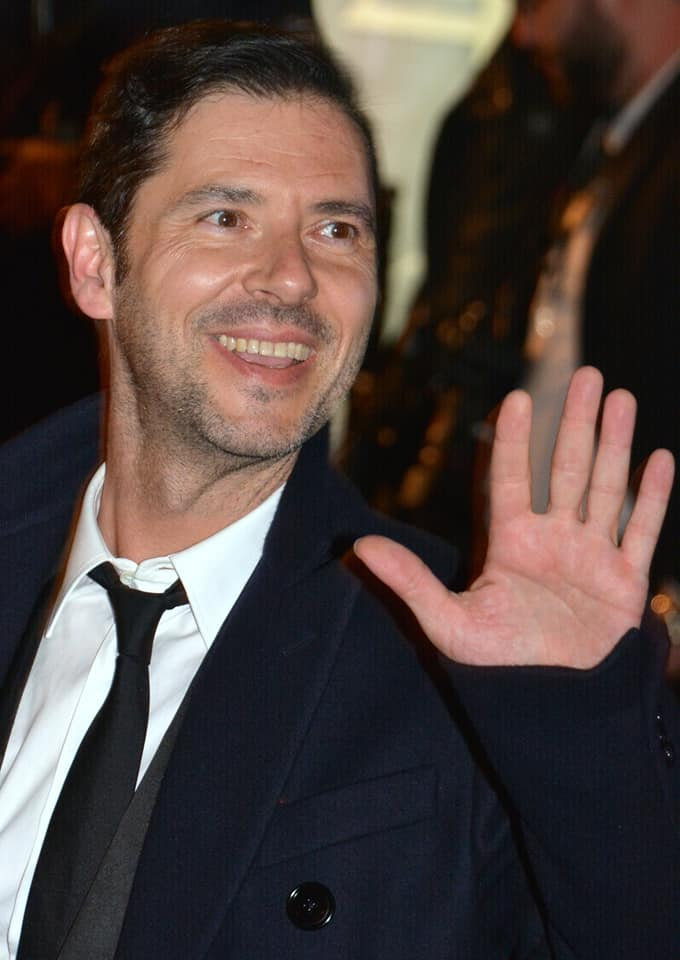
Melvil Poupaud joue le professeur Didier Mature.
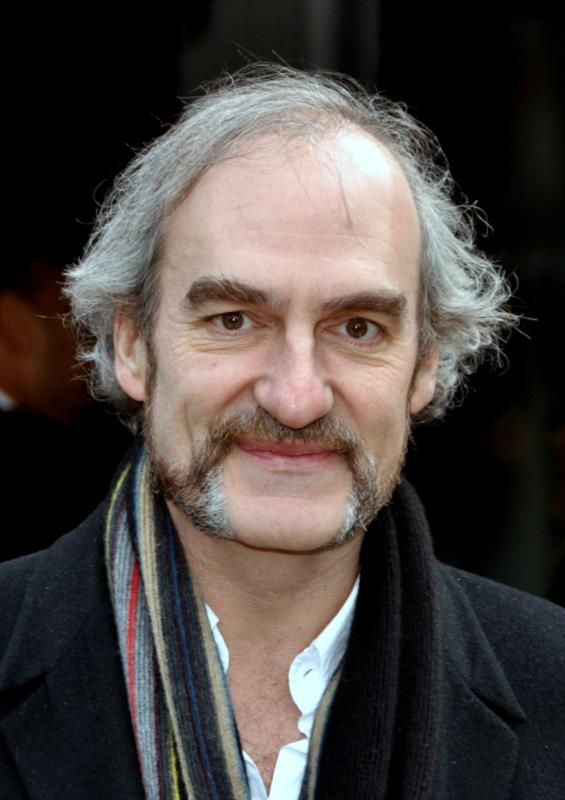
Michel Vuillermoz joue Marcel.
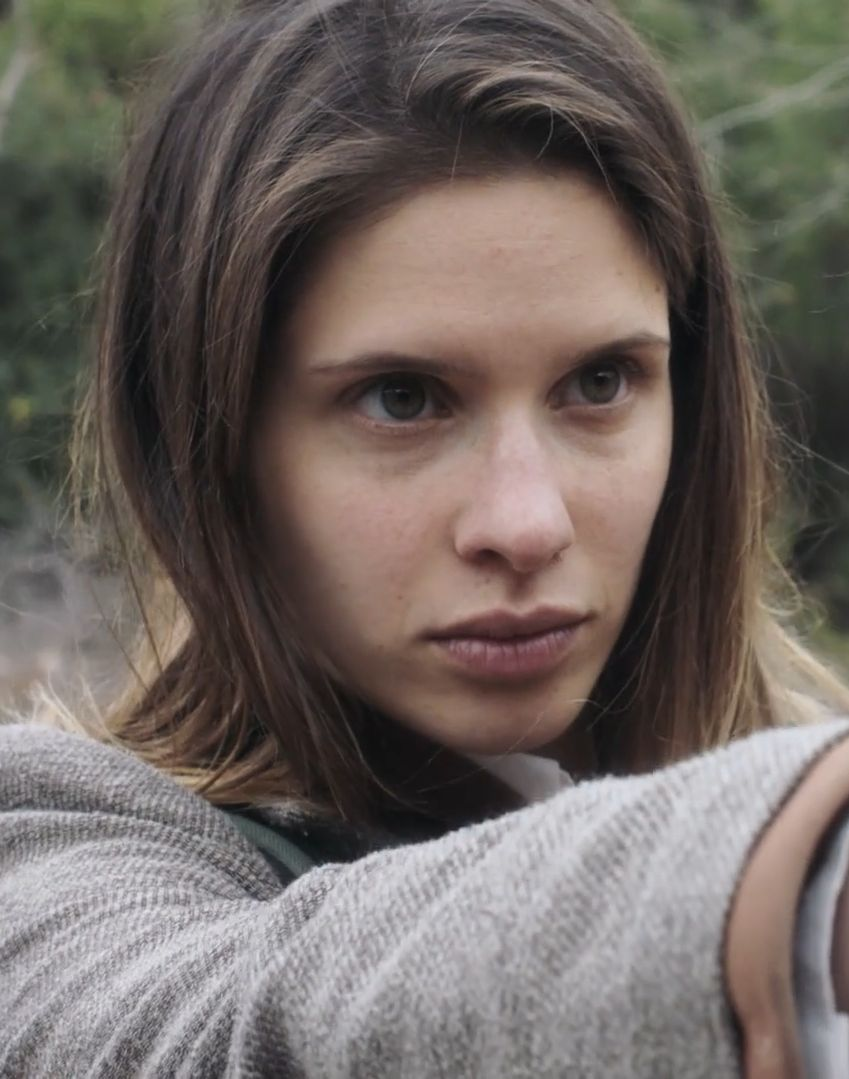
Daphné Patakia joue Véra.
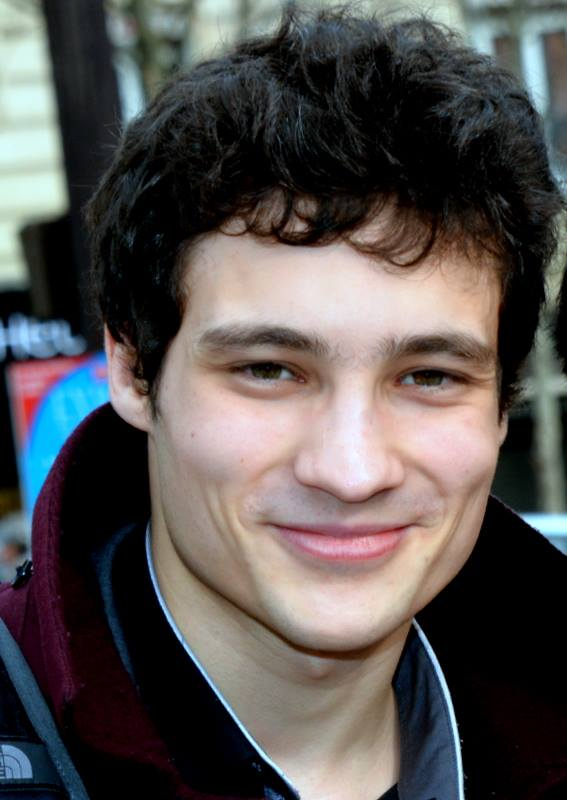
Quentin Dolmaire joue Rémy.
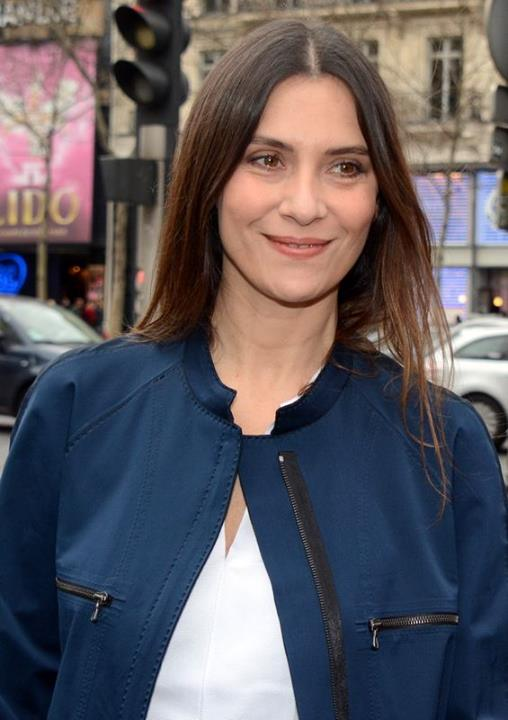
Géraldine Pailhas joue Élise.
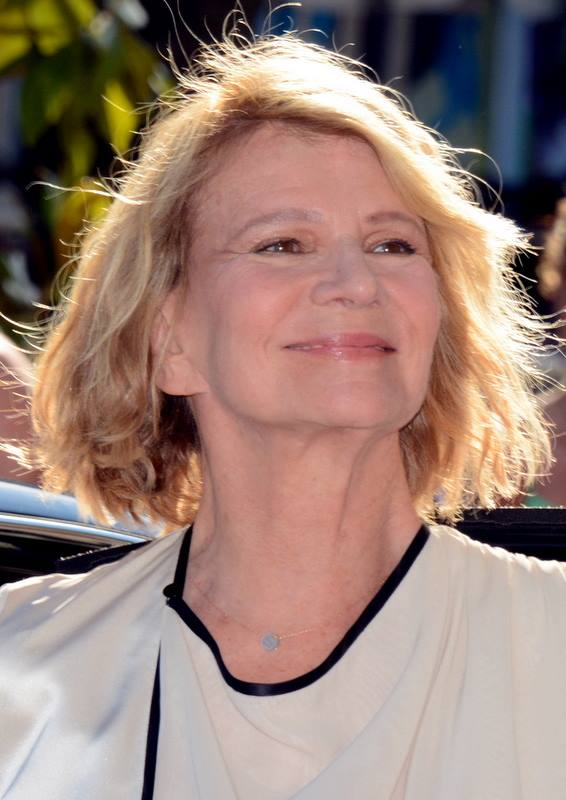
Nicole Garcia joue le commandant Valérie Delbrosse.
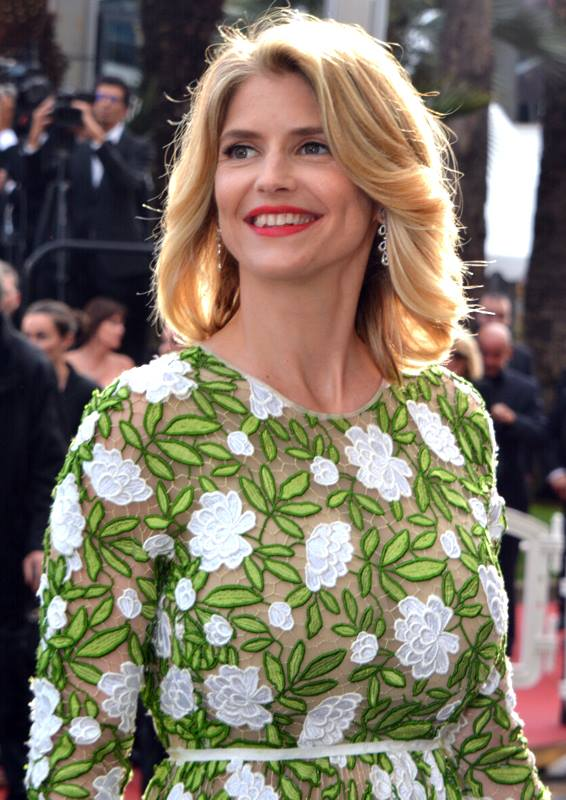
Alice Taglioni joue Claire Carmignac.

### Personnages secondaires
- Capucine Valmary : Diane, 18 ans, fille de Didier et Élise (19 épisodes).
- Alessandro Mancuso : Bastien, 8 ans, petit dernier de la famille Mathure (18 épisodes).
- Olivier Broche : Michel Dervaux, ingénieur au CNES (15 épisodes).
- Shyrelle Maï Yvart : Kuanna (10 épisodes).
- Ji Su Jeong : mère de Kuanna (7 épisodes).
- Jean-Charles Clichet : François Duluc / Zorel, personnage inspiré de Raël (récurrent saison 1, invité saison 2, 7 épisodes).
- Jonathan Lambert : André (invité saison 1, récurrent saison 2, 5 épisodes).
- Denis Mpunga : Raymond Roulier (4 épisodes).
- Laurent Poitrenaux : Bernard Marsaudon, directeur du CNES (saison 1, 9 épisodes).
- Martin Spinhayer : homme de main de Delbrosse 1 (saison 1, 7 épisodes).
- Ronald Leclercq : homme de main de Delbrosse 2 (saison 1, 6 épisodes).
- Léa Rostain : Yelena Korska, agent du KGB 2 (saison 1, 5 épisodes).
- Tom Dingler : Gilles Lacaille (saison 1, 2 épisodes).
- Hervé Guerrisi : Jean-Claude Bourret (saison 1, 2 épisodes).
- Paul Spera : Steven Spielberg (saison 1, 1 épisode).
- Jérémy Vrancken : appariteur conférence ufologique (saison 1, 1 épisode).
- Jean-Christophe Folly : Daniel (saison 2, 8 épisodes).
- Tom Yang : le chaman (saison 2, 7 épisodes).
- Sharif Andoura : Pascal Mougin (saison 2, 6 épisodes).
- Grégoire Oestermann : Eugène de Fontmichel (saison 2, 4 épisodes).
- Jean-Luc Bideau : Lucien Mathure (saison 2, 3 épisodes).
- Andréa Ferréol : Suzanne Mathure (saison 2, 3 épisodes).
- Guy Pion : le fermier  (saison 2, 2 épisodes).
- Laurent Capelluto : docteur Petrovski (saison 2, 2 épisodes).
- Élodie Bouchez : Madeleine (saison 2, 1 épisode).
- Bastien Ughetto : Jean-Pierre Luminet (saison 2, 1 épisode).
- Marie Colomb : Véro (saison 2, 1 épisode).
- David Martin : Jacques Martin (saison 2, 1 épisode).
- Laurent Delahousse :  présentateur du journal télévisé (saison 2, 1 épisode).

## Fiche technique
- Titre : OVNI(s).
- Création : Clémence Dargent, Martin Douaire.
- Scénario : Clémence Dargent, Martin Douaire (avec la collaboration de Julien Anscutter, Maxime Berthemy, Marie Eynard, Clémence Madeleine-Perdrillat, Raphaëlle Richet).
- Réalisation : Antony Cordier.
- Musique : Thylacine.
- Musique du générique : Jean-Michel Jarre et Tangerine Dream.
- Photographie : Nicolas Gaurin.
- Son : Olivier Mauvezin, Antoine Mercier.
- Décors :  Eugénie Collet, Florence Vercheval.
- Costumes : Pierre Canitrot.
- Montage : Céline Cloarec, Camille Toubkis.
- Production déléguée : François Ivernel.
- Production exécutive : André Bouvard.
- Société de production : Canal+, Montebello Productions.
- Pays d'origine :  France.
- Langue originale : français (espéranto, inuktitut[Note 1]).
- Diffusion originale :
  - France : 11 janvier 2021.

## Production
En août 2019, Canal+ annonce le tournage de la première saison. Le tournage se déroule en Belgique entre août et novembre 2019.
La première mondiale a lieu fin 2020 au Festival international des séries de Cannes.
En décembre 2020, Canal+ annonce la commande d'une seconde saison.
Le 8 janvier 2021, la bande originale de la saison 1 sort sur les sites de diffusion. Elle contient la musique originale de Thylacine ainsi que des titres de Jean-Michel Jarre et Tangerine Dream, de François de Roubaix et de Cerrone.
La diffusion commence le 11 janvier 2021 sur Canal+. Les DVD et blu-ray sortent le 3 février 2021, distribués par Studio Canal.
Le 30 juin 2022, faute d’audience, Canal+ annonce ne pas reconduire la série pour une troisième saison,.

## Cas étudiés dans la série
La série s'inspire de cas réels observés en France, comme la chute d'une boule à facettes près de l'autoroute A1 prise pour un ovni le 29 septembre 1988, et intègre des références à des phénomènes tels que le signal Wow! ou aux sursauts radio rapides.

## Personnages célèbres

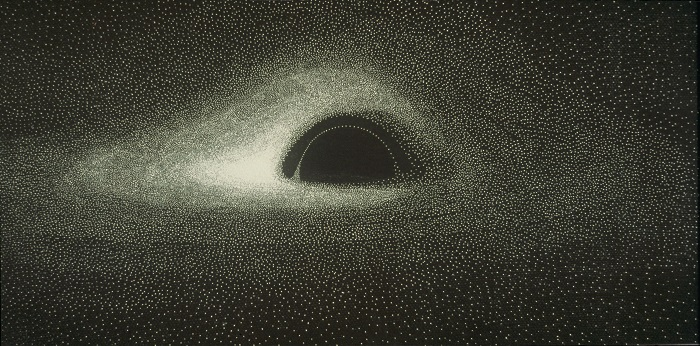
Image d'un trou noir par J.P. Luminet en 1979

La série montre quelques personnalités connues, souvent dans un rôle décalé ou humoristique dans le ton général de la série.
Dans la saison 1, Steven Spielberg visite le GEPAN à la recherche d'inspiration pour la suite de Rencontres du troisième type, mais il en repart avec une idée nouvelle pour E.T. et Jean-Claude Bourret, connu à la fois comme journaliste et pour sa passion pour les OVNI, apparaît plusieurs fois.
Dans la deuxième saison, le tout jeune Jean-Pierre Luminet, lui-même conseiller scientifique sur la série, apparaît au cours d'une discussion importante avec Didier Mathure portant sur les trous noirs. La véritable première illustration d'un trou noir est même montrée et joue un rôle clé dans l'intrigue. Jacques Martin, joué par son fils David, et Michel Sardou apparaissent brièvement dans une émission fictive de l'École des fans.

## Accueil critique
La série reçoit un excellent accueil de la presse.
Le Monde écrit qu'« il n'y a pas un élément d'OVNI(s) qui ne tienne sa place avec élégance. L'agencement donne naissance à cette rareté : une série comique française qui fait confiance à la faculté d'émerveillement de son public, qui préfère la poésie à la dérision, sans jamais renoncer à raconter sa drôle d'histoire. »
Le Figaro précise que l'« univers de la série, tout en verve, tendresse et fantaisie, fait d'OVNI(s) la meilleure comédie du PAF depuis longtemps. »
Pour Le Parisien, « OVNI(s) sort du moule habituel des séries françaises et fait figure de belle surprise de la rentrée avec ses épisodes courts de trente minutes, le soin apporté à ses décors, son casting épatant, sa bande originale éblouissante, son humour complètement zinzin et sa mise en scène enlevée. »
Le Point de son côté parle d'une « série loufoque […] hyperinventive, drôle, pleine d'autodérision, cette série ne ressemble vraiment à aucune autre » et ajoute la présence d'« une distribution aux petits oignons », soulignant plus particulièrement les jeux d'acteurs de Melvil Poupaud, Géraldine Pailhas, Michel Vuillermoz et surtout Laurent Poitrenaux dans le rôle du directeur du CNES.
Les Inrockuptibles remarquent que la série, « comédie riante, alerte et réjouissante, est impossible à raconter et constamment surprenante. »
Pour Première, « OVNI(s) a tous les atours d'un X-Files à la française, sauf que la série adopte aussi le ton d’une comédie vintage. […] Le découpage des séquences et l’enchaînement des répliques débobinent parfois comme dans un cartoon ou les cases d’un album de Tintin. »
Pour L'Avant-Scène cinéma, OVNI(s) « promet six heures de pure jubilation. […] Ce suspens parfois aux confins du loufoque réussit la prouesse d'associer les conventions d'une sitcom pétillante de malice à un thème de science-fiction ».
Libération avance dans un premier temps que « la fantaisie des personnages, leur passion des objets bricolés évoquent l’imaginaire de Michel Gondry, le charme et la rêverie obsessionnelle en moins » avant d'affirmer que « Le grand régal cinéphilique et sériephilique du moment est OVNI(s) [...] Esthétiquement riche et historiquement passionnante, la série multiplie les références à la culture populaire [...]. OVNI(s) innove par sa poésie, sa liberté et sa force d’évocation d’une époque pleine d’ambitions futuristes et utopiques [...] Melvil Poupaud et Géraldine Pailhas sont dignes des stars hollywoodiennes des années 1930-1940. »
Pour Les Cahiers du cinéma, « la réussite de la série, entre nostalgie et culot, repose d'abord sur l'authenticité de ses choix ». OVNI(s) « tient les rênes de la fable débridée et de la screwball comedy » pour « rendre un hommage transgénérationnel à la comédie française ».
Causeur évoque « une série addictive », un « bijou de rétropédalage et de burlesque spatial », où l'on « file de la poésie à la comédie ». OVNI(s) « séduit par son décor de la fin des années 1970, par cette douce dinguerie qui nous amène de Kourou au plateau du Larzac et surtout par son casting intergalactique ». Melvil Poupaud « a l’élégance surannée et le comique rentré de Jean Rochefort ». Géraldine Pailhas « excelle dans l’érotisme chaste et le bégaiement amoureux ». Michel Vuillermoz incarne « la tradition du jeu désarticulé, celui des cimes artistiques, de Pierre Fresnay à Jacques Dufilho ». Daphné Patakia, en « funambule », « fait oublier ses mini-jupes par son déséquilibre intérieur ». Laurent Poitrenaux est « phénoménal d’aisance et de veulerie dans le rôle du directeur. Marielle a trouvé son successeur ».

## Distinctions
- Sélection officielle Festival Canneséries 2020.
- Berlinale Series Select Festival International du Film de Berlin 2021.
- Prix de la meilleure série 2021 26 minutes (Association des critiques de séries)[21].
- Prix du meilleur acteur 2021 pour Melvil Poupaud (Association des critiques de séries)[21].
- Prix du meilleur réalisateur 2022 pour Antony Cordier (Association des critiques de séries)[21].

## Erreurs

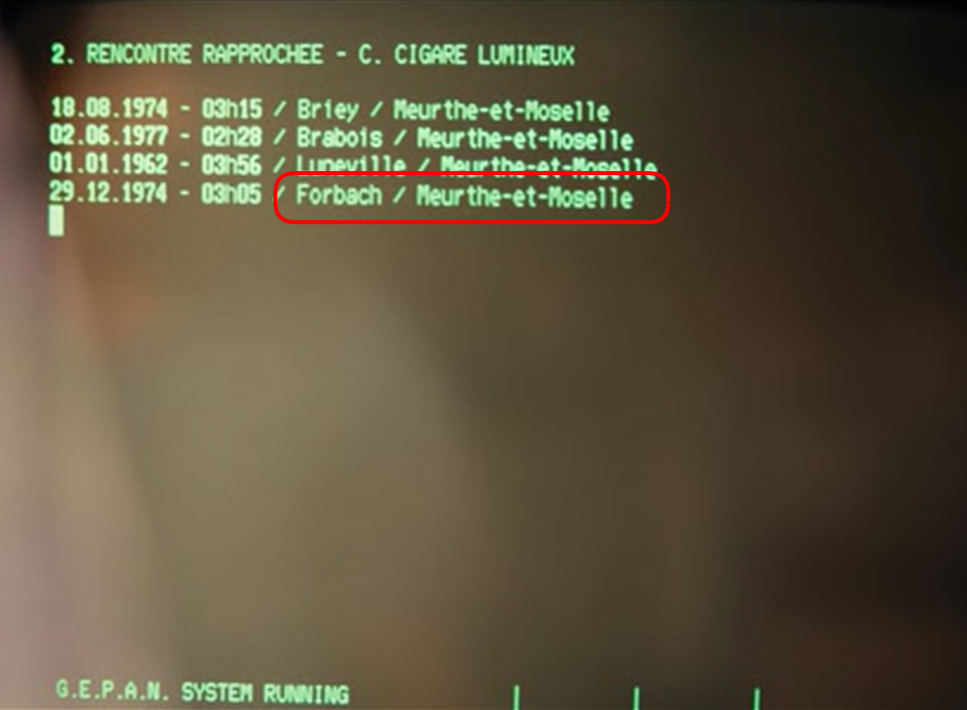

La ville de Forbach est située en Meurthe-et-Moselle sur l'écran de l'ordinateur utilisé par Rémy. Or, elle se situe en réalité en Moselle.